# Lékabi-Léwolo
Lékabi-Léwolo es un departamento de la provincia de Haut-Ogooué en Gabón. En octubre de 2013 presentaba una población censada de 4914 habitantes. Su chef-lieu es Ngouoni.
Se encuentra ubicado al este del país, cerca del curso alto del río Ogooué y de la frontera con la República del Congo. Su territorio está parcialmente delimitado por el norte por el río Lékoni, y por el sur se ubica muy cerca del río Mpassa.

## Subdivisiones
Contiene cuatro subdivisiones de tercer nivel (población en 2013):
- Comuna de Ngouoni (2691 habitantes)
- Cantón de Ekoula (1082 habitantes)
- Cantón de Enkoro (458 habitantes)
- Cantón de Ngoua (683 habitantes)